# Sriednij Bugałysz
Sriednij Bugałysz (ros. Средний Бугалыш) – wieś (sieło) w Rosji, w obwodzie swierdłowskim, w rejonie krasnoufimskim. W 2010 liczyła 865 mieszkańców.